# 鳴門秘帖 (1961年の映画)
『鳴門秘帖』（なるとひちょう）は、吉川英治の小説『鳴門秘帖』を原作とする時代劇映画。1961年公開。続編に『鳴門秘帖 完結篇』がある。

## スタッフ
- 監督：内出好吉
- 企画：中村有隣
- 脚本：高岩肇
- 原作：吉川英治
- 撮影：三木滋人
- 音楽：山田栄一
- 美術：桂長四郎
- 録音：野津裕男
- 照明：田中憲次

## キャスト
- 法月弦之丞：鶴田浩二
- 甲賀千恵：大川恵子
- 見返りお綱：木暮実千代
- 旅川周馬：岡田英次
- お十夜孫兵衛：近衛十四郎
- 世阿弥：明石潮
- 天堂一角：戸上城太郎
- 堀田伊太夫：尾形伸之介
- 九鬼弥助：本郷秀雄
- 森啓之助：伊沢一郎
- 竹屋三位：徳大寺伸
- 高木竜耳軒：薄田研二
- 雑賀十郎太：片岡栄二郎
- 三次：立原博
- 唐草銀五郎：原健策
- お里：松浦築枝
- 多市：星十郎
- 四国屋お久良：三浦光子
- 大勘：高松錦之助
- 万吉：天草四郎
- お米：八汐路佳子
- 宅助：浜田伸一
- 徳川家治：石井一雄
- 蜂須賀阿波守：西条菊太郎
- 松平左京之介：堀正夫
- 立花出雲守：中村錦司
- 内藤頼母：関根永二郎
- 法月一学：北竜二
- 桑田左近：藤木錦之助